# Operophtera groenlandica
Operophtera groenlandica là một loài bướm đêm trong họ Geometridae.